# Аманда Бајнс
Аманда Лора Бајнс (енгл. Amanda Laura Bynes; Таузанд Оукс, 3. април 1986) америчка је глумица, позната по свом раду на филму и телевизији током 1990-их и 2000-их. Каријеру је започела као дечја глумица на кабловском каналу Nickelodeon, где је касније добила и сопствену серију.
Као тинејџерка, глумила је Холи Тајлер у серији Шта волим код тебе (2002—2006), док је филмски деби остварила у филму Велики дебели лажљивац (2002). Потом је глумила у бројним успешним филмовима, као што је комедија Све што девојка може пожелети (2003), анимирани филм Роботи (2005), романтична комедија Она је мушко (2006), мјузикл Лак за косу (2007) и комедија Девојка на лошем гласу (2010).
У свом јавном личном животу, борила се са злоупотребом психоактивних супстанци, те се суочила са правним проблемима. Најавила је паузу 2010. године јер се борила са разним личним проблемима. Године 2018. изразила је интересовање да се врати раду на телевизији. Између августа 2013. до марта 2022. имала је старатеља.

## Детињство и младост
Рођена је 3. априла 1986. године у Таузанд Оуксу, у Калифорнији. Најмлађа је од троје деце стоматолошкиње и менаџерке Лин (рођ. Орган) и стоматолога Рика Бајнса. Отац јој је католик, пореклом Ирац, Литванац и Пољак. Мајка јој је Јеврејка, а ћерка је Канађана чији су родитељи дошли из Пољске, Русије и Румуније.

## Филмографија

### Филм
| Улоге  |                                              |               |                        |          |
| Година | Српски назив                                 | Изворни назив | Улога                  | Напомена |
| 2002.  | Велики дебели лажљивац                       |               | Кејли                  |          |
| 2003.  | Шарлотина мрежа 2: Вилбурова велика авантура |               | Нели (глас)            |          |
| 2003.  | Све што девојка може пожелети                |               | Дафни Ренолдс          |          |
| 2005.  | Роботи                                       |               | Пајпер Пинвилер (глас) |          |
| 2005.  | Љубавни бродолом                             |               | Џени Тејлор            |          |
| 2006.  | Она је мушко                                 |               | Вајола Хејстингс       |          |
| 2007.  | Лак за косу                                  |               | Пени Пинглтон          |          |
| 2007.  | Сидни Вајт                                   |               | Сидни Вајт             |          |
| 2010.  | Девојка на лошем гласу                       |               | Меријен Брајант        |          |

### Телевизија
| Улоге      |                    |               |                   |                            |
| Година     | Српски назив       | Изворни назив | Улога             | Напомена                   |
| 1996—2000. |                    |               | више улога        | главна улога (3—6. сезона) |
| 1997—1999. |                    |               | панелисткиња      | 1—4. сезона                |
| 1998.      |                    |               | себе              | 1 епизода                  |
| 1999.      |                    |               | Кристал Дупри     | 1 епизода                  |
| 1999—2002. |                    |               | себе / више улога | главна улога               |
| 2000.      | ТВ забавник        |               | Розе Робот        | 1 епизода                  |
| 2000.      |                    |               | себе              | 2 епизоде; такмичарка      |
| 2001.      |                    |               | такмичарка        | 1 епизода                  |
| 2001.      |                    |               | Данијела Ворнер   | 1 епизода                  |
| 2001—2002. | Бепци              |               | Тафи (глас)       | споредна улога (9. сезона) |
| 2002—2006. | Шта волим код тебе |               | Холи Тајлер       | главна улога               |
| 2008.      | Породични човек    |               | Ана (глас)        | 1 епизода                  |
| 2008.      | Живи доказ         |               | Џејми             | ТВ филм                    |